# Петров, Олег Владимирович
Оле́г Влади́мирович Петро́в (род. 20 августа 1954, Красный Кут, Ростовская область) — российский геолог, доктор экономических и геолого-минералогических наук, заслуженный геолог Российской Федерации (2002), член-корреспондент РАН (2019).
Специалист в области региональной геологии, геологической картографии, геологии рудных месторождений и металлогении, директор ВСЕГЕИ (1998—2023).

## Биография
Родился 20 августа 1954 года на хуторе Красный Кут, Ростовская область.
В 1976 году окончил Ростовский университет, по специальности «геологическая съёмка, поиски и разведка месторождений полезных ископаемых».
В 1999 году окончил Российскую академию государственной службы, по специальности государственное и муниципальное управление.
Начал работать в геологоразведочной экспедиции Норильского горно-металлургического комбината.
В 1977—1986 годах работал инженером в Норильской экспедиции и во Всесоюзном научно-исследовательском институте геологии и минеральных ресурсов Мирового океана «Севморгеология».
В 1985 году защитил кандидатскую диссертацию по теме «Особенности строения фланговых зон Норильского и Талнахского рудных полей в связи с их прогнозной оценкой».
С 1986 года работал на государственном геологическом предприятии «Центрально-Арктическая геологоразведочная экспедиция», генеральный директор (1993—1998).
C декабря 1998 года по июнь 2023 года возглавлял Всероссийский научно-исследовательский геологический институт имени А. П. Карпинского (ВСЕГЕИ).
В 2010 году защитил докторскую диссертацию на тему «Развитие теоретико-методологических положений перевода минерально-сырьевой базы России на инновационную модель расширенного воспроизводства».
В 2013 году защитил докторскую диссертацию на тему «Геологическое строение и минерально-сырьевые ресурсы северной и центральной Евразии: на основе создания международных атласов карт геологического содержания масштабов 1:2 500 000 и 1:5 000 000».
Принял участие в работе Международных геологических конгрессов (с 2000).
Член-корреспондент РАН (с 2019).

## Награды и премии
- 2002 — Заслуженный геолог Российской Федерации
- 2007 — Орден Почёта (Россия)
- 2012 — Премия Правительства Российской Федерации в области науки и техники, за создание Государственной геологической карты РФ и её континентального шельфа Архивная копия от 7 мая 2019 на Wayback Machine (масштаб 1: 2 500 000)
- 2021 — Премия Правительства Санкт-Петербурга «за выдающиеся научные результаты в области науки и техники в 2021 году» в номинации «геологические, геофизические науки и горное дело — премия им. А. П. Карпинского» — за научный вклад в создание государственных геологических карт территории Российской Федерации, ее континентального шельфа и глубоководных акваторий, сводных и обзорных карт геологического содержания, тектонических карт Евразии и Циркумполярной Арктики[5][6]

## Членство в редколлегиях и организациях
- Ппредседатель редколлегии по государственному геологическому картографированию Министерства природных ресурсов и экологии РФ.
- Сопредседатель Российского комитета Международной программы ЮНЕСКО по геонаукам и геопаркам.
- Президент подкомиссии по Северной Евразии Комиссии по геологической карте Мира при ЮНЕСКО.
- Член совета директоров консорциума «OneGeology»
- Главный редактор журнала «Региональная геология и металлогения».
- Председатель Учёного совета ФГБУ «ВСЕГЕИ».
- Соредактор томов «Геология и полезные ископаемые России».